# Oxyopes allectus
Oxyopes allectus är en spindelart som beskrevs av Simon 1910. Oxyopes allectus ingår i släktet Oxyopes och familjen lospindlar. Inga underarter finns listade i Catalogue of Life.